# 奇维塔夸纳
奇维塔夸纳（義大利語：Civitaquana），是意大利佩斯卡拉省的一个市镇。总面积21平方公里，人口1381人，人口密度65.8人/平方公里（2009年）。ISTAT代码为068013。